# Xian de Yanjin (Henan)
Pour les articles homonymes, voir Yanjin.
Le xian de Yanjin (延津县 ; pinyin : Yánjīn Xiàn) est un district administratif de la province du Henan en Chine. Il est placé sous la juridiction de la ville-préfecture de Xinxiang.

## Démographie
La population du district était de 453 765 habitants en 1999.